# Rives de l’Yon
Rives de l’Yon ist eine französische Gemeinde im Département Vendée in der Region Pays de la Loire; sie gehört zum Arrondissement La Roche-sur-Yon und zum Kanton Mareuil-sur-Lay-Dissais. Die Einwohner werden Rivayonnais genannt.
Rives de l’Yon wurde als Commune nouvelle zum 1. Januar 2016 aus den Gemeinden Chaillé-sous-les-Ormeaux und Saint-Florent-des-Bois gebildet. Der Sitz der neuen Gemeinde befindet sich in der Ortschaft Saint-Florent-des-Bois.

## Gliederung
| Ortsteil                                   | ehemaliger INSEE-Code | Fläche (km²) | Einwohnerzahl (2016) |
| ------------------------------------------ | --------------------- | ------------ | -------------------- |
| Chaillé-sous-les-Ormeaux                   | 85043                 | 17,50        | 1333                 |
| Saint-Florent-des-Bois (Verwaltungssitz)00 | 85213                 | 36,76        | 2808                 |

## Geographie
Rives de l’Yon liegt etwa sieben Kilometer südöstlich von La Roche-sur-Yon am Yon. An der südwestlichen Gemeindegrenze verläuft das Flüsschen Graon. Umgeben wird Rives-de-l’Yon von den Nachbargemeinden Nesmy im Norden und Nordwesten, La Roche-sur-Yon im Norden, La Chaize-le-Vicomte im Nordosten, Thorigny im Osten, Château-Guibert im Osten und Südosten, Le Tablier und Rosnay im Süden und Südosten, Le Champ-Saint-Père im Süden sowie La Boissière-des-Landes im Westen.

## Sehenswürdigkeiten
- Kirche in Saint-Florent-des-Bois
- Kirche Saint-Sauveur in Chaillé-sous-les-Ormeaux

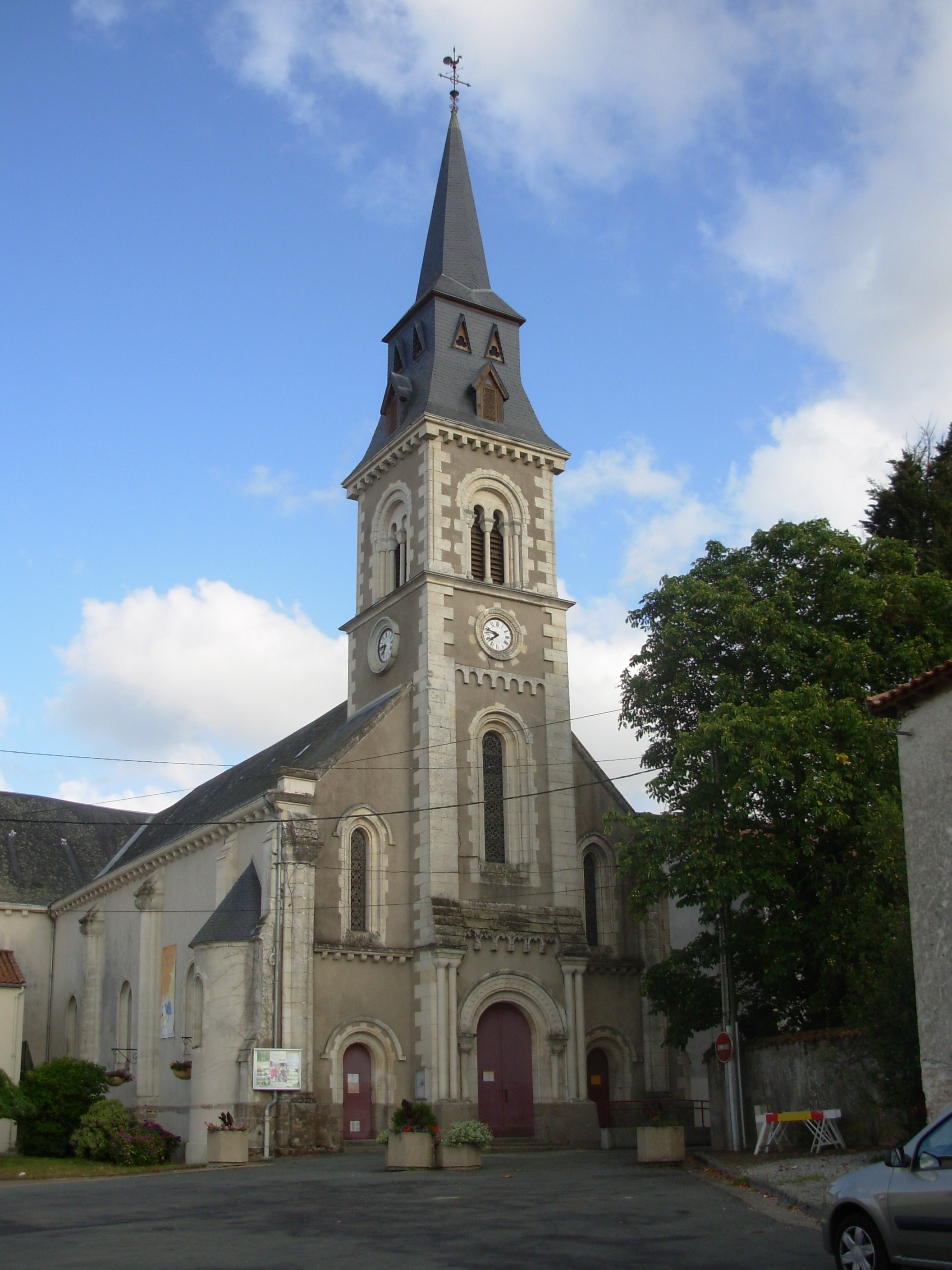
Kirche Saint-Florent-des-Bois
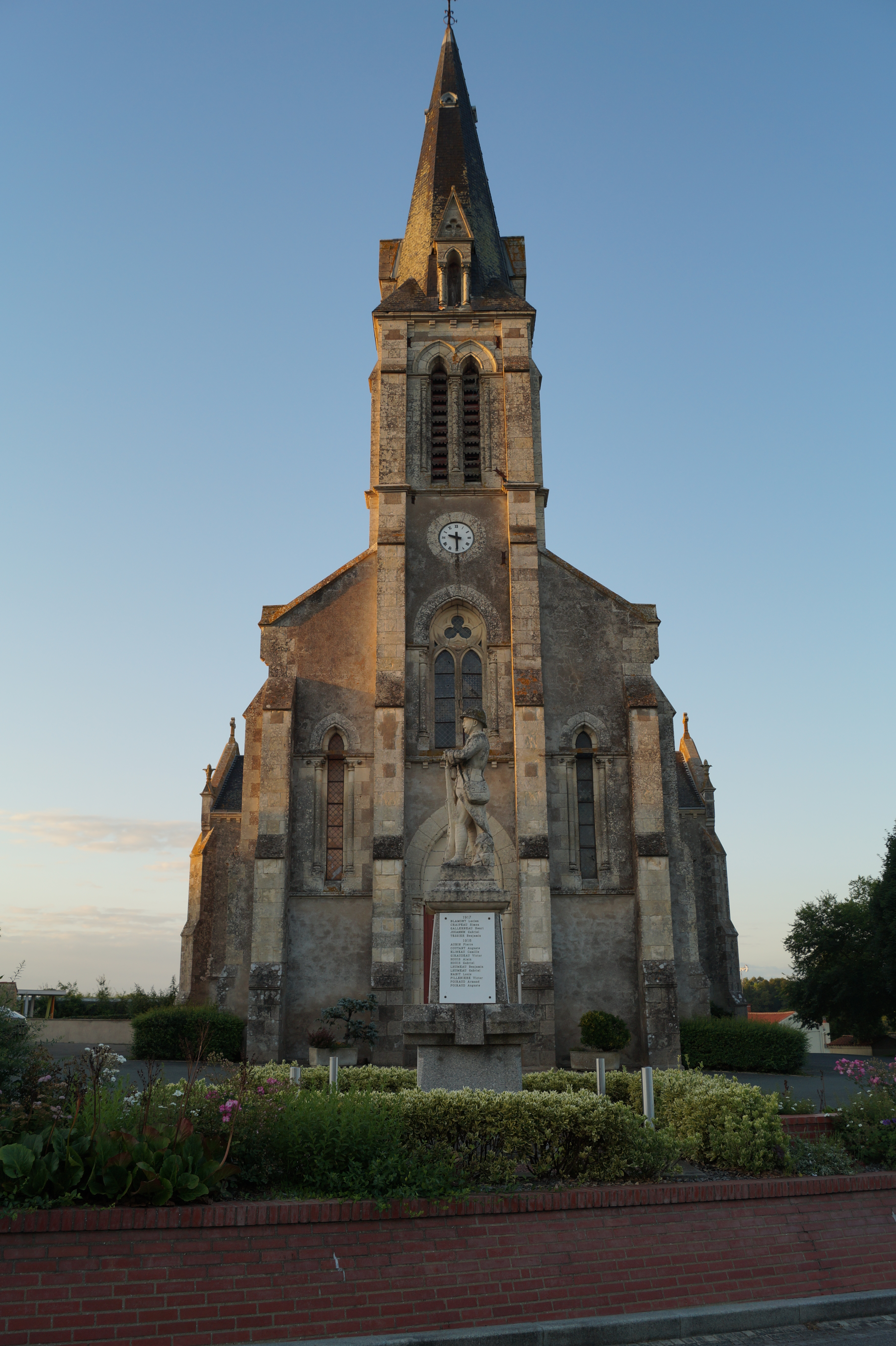
Kirche Saint-Sauveur